# مونتگاین
مونتگاین (به فرانسوی: Montguyon) یک کمون در فرانسه است که در شرانت-ماریتیم واقع شده‌است. مونتگاین ۱۸٫۱۸ کیلومتر مربع مساحت و ۱٬۴۵۳ نفر جمعیت دارد و ۶۰ متر بالاتر از سطح دریا واقع شده‌است.